# سيرجيو نيكولايسكو
سيرجيو نيكاليسكو (بالرومانية: Sergiu Florin Nicolaescu)‏ (13 أبريل 1930 - 3 يناير 2013)، ممثل ومخرج وسياسي روماني.

## روابط خارجية
- سيرجيو نيكولايسكو على موقع IMDb (الإنجليزية)
- سيرجيو نيكولايسكو على موقع روتن توميتوز (الإنجليزية)
- سيرجيو نيكولايسكو على موقع ألو سيني (الفرنسية)
- سيرجيو نيكولايسكو على موقع أول موفي (الإنجليزية)
- سيرجيو نيكولايسكو على موقع قاعدة بيانات الأفلام السويدية (السويدية)
- سيرجيو نيكولايسكو على موقع قاعدة بيانات الفيلم (الإنجليزية)
- سيرجيو نيكولايسكو على موقع ليتربوكسد (الإنجليزية)
- سيرجيو نيكولايسكو على موقع كينوبويسك (الروسية)